# Chilotomina erberi
Chilotomina erberi es un coleóptero de la familia Chrysomelidae.
Fue descrita científicamente en 2000 por Warchalowski.